# Konstantinos Tsaldaris

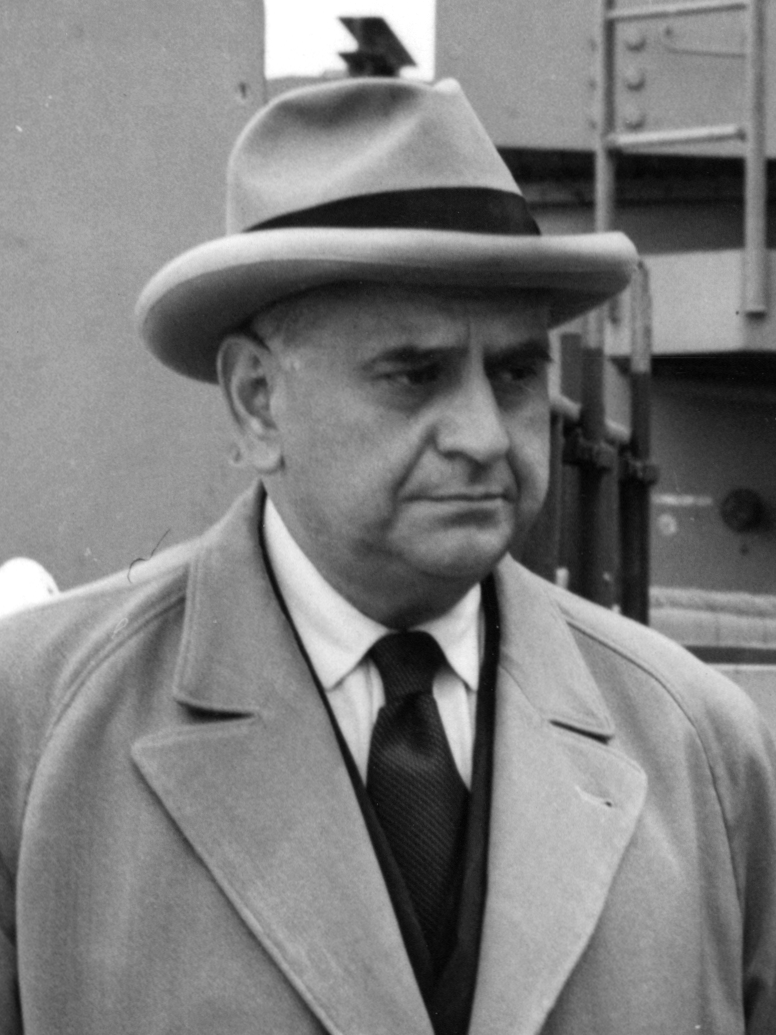
Konstantinos Tsaldaris

Konstantinos Tsaldaris (griechisch Κωνσταντίνος Τσαλδάρης, * 1884 in Alexandria, Ägypten; † 15. November 1970 in Athen) war ein griechischer Politiker und Ministerpräsident.

## Studium und berufliche Tätigkeit
Tsaldaris wuchs in Alexandria auf, sein Patenkind war der spätere berühmte Galerist Alexander Iolas. Tsaldaris absolvierte ein Studium der Rechtswissenschaften an der Nationalen und Kapodistrias-Universität Athen sowie an den Universitäten von Berlin, London und Florenz.
Bereits während seiner Tätigkeit als Rechtsanwalt war er 1915 bis 1917 in der damaligen Präfektur Korinth politisch tätig.

## Politische Laufbahn

### Abgeordneter und Juniorminister
Seine eigentliche politische Laufbahn begann 1926 mit der Wahl zum Abgeordneten für den Wahlbezirk von Argolis und Korinth in der Nationalversammlung (Voulí ton Ellínon). Dort vertrat er die Interessen der Partei der Liberalgesinnten (Freidenkerpartei) von Ioannis Metaxas. Bereits 1928 wurde er jedoch Mitglied der von seinem Onkel Panagis Tsaldaris geführten Volkspartei (LK). In dessen zweitem Kabinett war er von März 1933 bis Oktober 1935 Vizeminister für Transport. In den nachfolgenden Kabinetten von Georgios Kondylis und Konstantinos Demertzis war er bis April 1936 Unterstaatssekretär im Amt des Ministerpräsidenten. Nach dem Tode seines Onkels am 17. Mai 1936 wurde er Mitglied des Geschäftsführenden Vorstandes der LK, die allerdings bald darauf während der Diktatur von Metaxas aufgelöst wurde.

### Parteivorsitzender und Ministerpräsident
Nach der Befreiung Griechenlands von der Besetzung der deutschen Wehrmacht während des Zweiten Weltkrieges wurde er 1944 zum Vorsitzenden der wieder gegründeten LK gewählt. Als Führer der dem rechten Parteienspektrum zugehörigen Vereinigten Patriotischen Parteienbündnis gewann ein Wahlbündnis, dessen Spitzenkandidat er war, die Parlamentswahl am 31. März 1946. Anschließend war vom 18. April 1946 bis zum 25. Januar 1947 Ministerpräsident. Während seiner Amtszeit wurde am 1. September 1946 die Volksabstimmung über die Wiedereinführung der Monarchie abgehalten.
Vom 29. August bis zum 7. November 1947 war er erneut Ministerpräsident einer Übergangsregierung. In seinen Regierungen übernahm er zugleich stets auch die Leitung des Außenministeriums.
In den Regierungen von Dimitrios Maximos (Januar bis August 1947) sowie von Themistoklis Sofoulis und Alexandros Diomidis (November 1947 bis Januar 1950) war er jeweils Stellvertretender Ministerpräsident und Außenminister. Von 1947 bis 1949 war er zudem auch Leiter der Vertretung bei der UN-Generalversammlung.

### Wahlniederlagen und Rückzug aus der Politik
Nach der Gründung und dem Aufstieg der Partei „Griechische Zusammenkunft“ (ES) des Marschalls Alexandros Papagos 1951 verlor seine Volkspartei einen großen Teil ihrer Stammwählerschaft und scheiterte anschließend bei der Parlamentswahl am 16. November 1952.
Zur Parlamentswahl am 16. Februar 1956 bildete er ein Wahlbündnis mit der Demokratischen Union und wurde dadurch erneut zum Abgeordneten gewählt. Bei der Parlamentswahl am 11. Mai 1958 verlor er sein Abgeordnetenmandat wieder. Anschließend löste er die LK auf; die LK-Mitglieder wechselten überwiegend zur National-Radikalen Union (ERE) des damaligen Ministerpräsidenten Konstantinos Karamanlis. Tsaldaris (inzwischen über 70 Jahre alt) zog sich aus der Politik zurück.

## Biographische Quellen und Hintergrundinformationen
- Biographie
- Wahlergebnisse 1926–1936 (Memento vom 4. Februar 2012 im Internet Archive)
- Wahlergebnisse 1946–1958
- Ministerlisten der Regierungen 1946–1951 (Memento vom 17. Juli 2012 im Internet Archive)
- Konstantin Tsaldaris im Munzinger-Archiv (Artikelanfang frei abrufbar)